# Apoyo
Der mittelamerikanische Kratersee Apoyo liegt 4 km nordwestlich des großen Nicaraguasees inmitten eines Calderagebietes von 36,32 km². Er hat einen Durchmesser von 4 km, die größte Tiefe beträgt 178 m, die Fläche des Sees 20,92 km². Die Caldera entstand durch eine Serie von Vulkanausbrüchen, deren letzter vor 23.000 Jahren stattfand. Der Wasserspiegel des Sees liegt 70 Meter über dem Meeresspiegel. Er nahm seit 1950 um 15 Meter ab. 
Das Wasser des Sees ist warm (27–29,5 °C), alkalisch (pH 8,1) und leicht salzig. Der See ist nährstoffarm und hat daher eine geringe organische Produktivität.

## Fauna
Die Fischfauna des Sees besteht nur aus sekundären Süßwasserfischen, dem Ährenfisch Atherinella sardina, einem Lebendgebärenden Zahnkarpfen der Poecilia sphenops gleicht, sowie dem Buntbarsch Parachromis managuensis und sechs nah miteinander verwandte Arten aus der Buntbarschgattung Amphilophus, die einen monophyletischen Artenschwarm bilden. Die Schläfergrundel Gobiomorus dormitor und drei afrikanische Buntbarscharten sind in den letzten zwei Jahrzehnten vom Menschen in den See eingeführt worden. Die sechs Amphilophus-Arten gelten als Musterbeispiel für eine Sympatrische Artbildung, das Entstehen neuer Arten im Gebiet der Ursprungsart, ohne dass eine geografische Isolation erfolgte.

## Quelle
- Geiger, McCrary & Stauffer: Description of two new species of the Midas cichlid complex (Teleostei: Cichlidae) from Lake Apoyo, Nicaragua. Proceedings of the Biological Society of Washington, 123(2):159–173. 2010. PDF